# Remordimiento

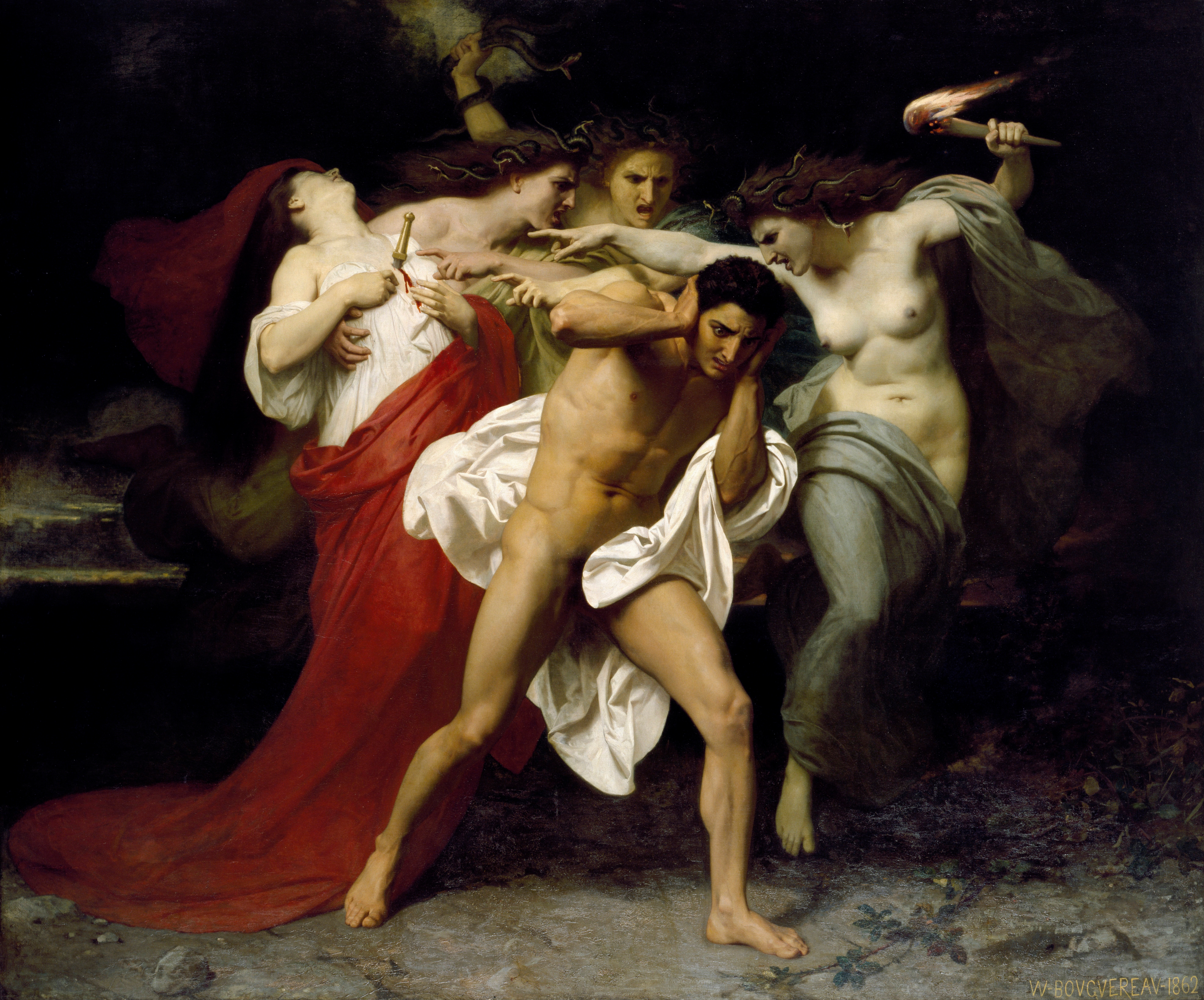
El remordimiento de Orestes (1862), de William-Adolphe Bouguereau

El remordimiento se define como una emoción angustiosa que experimenta una persona que se arrepiente de acciones que ha realizado en el pasado y que considera vergonzosas, hirientes o malas. La Real Academia de la Lengua lo define como la «inquietud, pesar interno que queda después de realizar lo que se considera una mala acción». El remordimiento está estrechamente relacionado con la culpa y el resentimiento dirigido a uno mismo. Arrepentirse de una acción anterior o de no haber actuado, puede deberse a remordimiento o en respuesta a otras consecuencias, entre ellas el ser castigado por el acto u omisión. Las personas pueden expresar remordimiento mediante disculpas públicas, intentando reparar el daño que han causado, o mediante castigos autoimpuestos.
En contextos legales, los sistemas de justicia occidentales evalúan el remordimiento percibido de un delincuente en medio de juicios, sentencias, audiencias de libertad condicional y en justicia restaurativa. No obstante, existen problemas epistemológicos a la hora de evaluar el grado de remordimiento de un criminal.
Las personas que son incapaces de sentir remordimiento suelen ser diagnosticadas con trastorno antisocial de personalidad, tal como se le caracteriza en el DSM IV-TR. En general, para poder desarrollar rasgos psicopáticos se requiere que una persona sea incapaz de sentir miedo, así como remordimiento. Profesiones jurídicas y comerciales, tales como la industria de los seguros, han investigado la expresión de remordimiento por medio de disculpas, principalmente debido a los posibles litigios e implicaciones económicas.

## Etimología y definición
La palabra remordimiento proviene del francés antiguo remors (en francés moderno remords) y directamente del latín medieval remorsum «morder de vuelta», uso sustantivo del participio pasado neutro del latín remordere «vejar, atormentar, molestar», literalmente «morder de vuelta, morder de nuevo». La Real Academia de la Lengua incluye usos como «morder reiteradamente», e «inquietar interiormente a alguien» o «inquietar, alterar o desasosegar la conciencia» o «manifestar con una acción exterior el sentimiento reprimido que interiormente se padece».
Tangney y cols., señalan que en la psicología en general el remordimiento es considerado un componente primario de la experiencia de la culpa, considerado este como un término más amplio y distinto de la vergüenza. La vergüenza, según estos autores es más dolorosa y perturbadora, mientras que la culpa es más adaptativa, llevando a que las personas consideren sus comportamientos y sus consecuencias, en vez de sentirse compelidos a defender su autoconcepto, y puede llevar, por medio del remordimiento a reparar el daño.
Fisher y Exline (2010) han sugerido que la autocondena debe entenderse como «una versión específica a la ofensa de la vergüenza» y al remordimiento en cambio como «una versión específica a la ofensa de la culpa», es decir una culpa específica a una situación y asociada a un mayor arrepentimiento y aceptación de la responsabilidad que impulsa a un comportamiento reparador que, a su vez, ayuda a resolver la culpa y la vergüenza.

## Estudios sobre las disculpas
Dos estudios sobre el asunto de las disculpas son The Five Languages of Apology (Los cinco lenguajes de la disculpa) de Gary Chapman y Jennifer Thomas y On Apology (Sobre la disculpa) de Aaron Lazare. De acuerdo con ellos, disculpas eficaces que expresan remordimiento suelen incluir descripciones detalladas de la ofensa o delito, un reconocimiento del daño causado, una aceptación de la responsabilidad del acto u omisión, y una explicación en la que se que reconoce el papel personal en ello. Asimismo, las disculpas suelen incluir una declaración de arrepentimiento, humildad o remordimiento, una petición de perdón y una expresión de un compromiso creíble con que se va a cambiar o una promesa de que el hecho no volverá a suceder. Es posible también que las disculpas incluyan alguna forma de restitución, compensación o gesto simbólico acorde con el daño que se ha causado. John Kleefeld ha resumido bajo la expresión de las «cuatro R's» que por lo que generalmente constituyen una disculpa totalmente efectiva: remordimiento, responsabilidad, resolución y reparación. Cuando una disculpa no se da a tiempo, por ejemplo cuando un amigo ha sido agraviado y quien comete el agravio no se disculpa, la percepción de la ofensa puede agravarse con el tiempo. Esto se conoce es a veces como remordimiento agravante. La compunción se refiere al acto de expresar remordimiento activamente, y por lo general requiere que las personas arrepentidas se acerquen físicamente a la persona a la que desean expresar su arrepentimiento.

## Expresiones fingidas
En una investigación hecha por Leanne ten Brinke, de la Universidad de Columbia Británica, se estudiaron emociones genuinas y falsas de participantes para investigar señales faciales y conductuales. Brinke y cols., encontraron una diferencia significativa en la presencia de expresiones faciales durante el remordimiento real y el falso. En el estudio, se pidió a los participantes que narraran en detalle un evento real no criminal en sus vidas que los hubiera hecho sentir genuina e intensamente arrepentidos, y luego se les pidió describir un evento real similar por el cual sintieran poco o ningún arrepentimiento, pero se les pidió que fingieran sentir remordimiento por sus acciones de una manera convincente.  En el caso de emociones de remordimiento fingidas, encontraron que los participantes experimentaron una mayor variedad de emociones, cercanas a sentimientos genuinos, mientras que las descripciones engañosas de remordimiento estuvieron asociadas con emociones positivas, como la felicidad y la sorpresa. Las emociones positivas sentidas por los participantes durante descripciones fingidas de remordimiento probablemente se deban a la fuga de sentimientos genuinos debido a un engaño incompleto. Brinke y cols., determinaron que los participantes parecían sorprendidos de no poder más que levantar las cejas al intentar parecer tristes, lo que luego causaba que se sintieran avergonzados, sintieran felicidad genuina y dejaran escapar sonrisas. A diferencia de las descripciones engañosas y fingidas, las descripciones genuinas se expresaron con menos emociones. Los participantes que mostraban emociones engañosas o fingidas sobrecompensaron su desempeño emocional. Sentimientos negativos genuinos de remordimiento que se les filtraban por la parte inferior de la cara eran inmediatamente cubiertos con expresiones neutrales. Brinke grabó una pequeña cantidad de lenguaje corporal y señales verbales de participantes engañosos, mientras que registró una gran cantidad de vacilaciones en el discurso que dieron lugar a descripciones engañosas y fingidas de remordimiento. Hallazgos recientes sobre remordimiento engañoso y fingido tienen un uso práctico a la hora de medir la veracidad de muestras de arrepentimiento hacia jueces, jurados, funcionarios de libertad condicional y psicólogos a la hora de sentenciar a infractores.

## Psicopatía
Las personas psicópatas son mejor conocidas por su desprecio flagrante por las normas sociales y morales. Los psicópatas suelen tener relaciones personales disfuncionales, caracterizadas por la violencia, la explotación y la promiscuidad. Emocionalmente, estos individudos son incapaces de sentir culpa o empatía, responden de manera anormal al miedo y al dolor, y otras de sus emociones son superficiales en comparación con las normas poblacionales. Los psicópatas se rehúsan a adoptar normas sociales y morales porque no se dejan influir por las emociones, tales como la culpa, el remordimiento o el miedo a las represalias, que influyen en los demás seres humanos.
En las sociedades humanas se tiende a valorar el remordimiento, y a la inversa, las personas que muestran falta de remordimiento a menudo son percibidas de manera negativa. Se acepta ampliamente que el remordimiento es la reacción adecuada ante la mala conducta. El remordimiento puede nacer del arrepentimiento real o de arrepentimiento forzoso causado por la mala conducta que resultó en que han sido descubiertos o que cause daño. Las investigaciones han mostrado que las expresiones faciales de criminales en el juicio afectan la actitud de los jurados y, a su vez, la decisión de sentencia. Si bien el remordimiento puede presentar una culpa que puede influir en la decisión del jurado, la falta de remordimiento influye aún más en el jurado en tanto es un rasgo de psicopatía.
La psicopatía representa una configuración de rasgos ausentes en la personalidad de un sujeto, tales como una falta de empatía o de remordimiento. Se ha mostrado que tener conocimiento sobre rasgos psicopáticos afecta la forma en que los jurados perciben a criminales adultos y juveniles. Se usan evaluaciones de psicopatía para abordar una variedad relativamente amplia de cuestiones en el sistema legal, de manera que los investigadores han comenzado a examinar los efectos de evidencias de psicopatía. Datos derivados de simulaciones en estudios realizados por Edens sugieren que atribuir rasgos psicopáticos a criminales adultos o juveniles puede tener un efecto negativo notable en cómo los demás ven a tales individuos. La falta de remordimiento, un factor central en la psicopatía, ha demostrado ser un fuerte predictor de las actitudes de los jurados. En el estudio de Edens, un grupo de criminales fueron etiquetados como «con trastorno» o «sin trastorno». Aquellos etiquetados como «con trastorno» recibieron veredictos de pena de muerte por parte de jurados simulados. En este estudio, rasgos tales como la insensibilidad o frialdad, la falta de remordimiento o un encanto superficial predijeron fuertemente consecuencias negativas para los criminales. Se encontró que la falta de remordimiento tuvo el mayor efecto sobre las opiniones de los jurados simulados acerca de los criminales «con trastorno» y esto explica el apoyo a la pena de muerte. Los resultados de este estudio sugieren que, sin testimonios sobre la salud mental, las percepciones de los rasgos de personalidad de un acusado pueden tener serias implicaciones en las decisiones de sentencia en casos capitales.
Un estudio sobre psicópatas encontró que, bajo ciertas circunstancias, estas personas podían empatizar voluntariamente con los demás y que su reacción empática se iniciaba de la misma manera que lo hace en participantes regulares. Se obtuvieron imágenes cerebrales de los criminales psicópatas mientras veían vídeos en que una persona lastimaba a otra, encontráandose que sus reacciones empáticas se iniciaban de la misma manera que para los controles cuando se les pidió que trataran de empatizar con la persona lastimada, activándose el área del cerebro relacionada con el dolor cuando se les pidió que imaginaran cómo se sentía la víctima. Esta investigación sugiere que los psicópatas pueden activar su empatía a voluntad, lo que les permitiría ser a la vez crueles o insensibles y encantadores. Según los investigadores, estas personas no saben cómo transformar esta empatía voluntaria o deliberada en la empatía espontánea que muestra la mayoría de las personas, y proponen que podría ser posible rehabilitar a los psicópatas si se les ayuda a activar su «interruptor de empatía». Otros investigadores han sugerido que aún no está claro que la experiencia de empatía de los psicópatas sea la misma que la de los controles, y han cuestionado asimismo la posibilidad de crear intervenciones terapéuticas que hagan que las reacciones empáticas sean más automáticas.
Un problema que tiene la teoría de que lo que constituye psicopatía es la capacidad de activar y desactivar la empatía es que según esto la violencia y el castigo (pena) socialmente sancionados se clasificarían como psicopatía, ya que implican suspender la empatía hacia ciertos individuos y/o grupos. Este problema se ha intentado solventar estandarizando pruebas de psicopatía para culturas con diferentes normas de castigo, pero esta estrategia ha sido criticada en este contexto por basarse en el supuesto de que se puede clasificar a las personas en culturas discretas, cuando las influencias culturales en realidad son mixtas y cada persona se enfrenta a un mosaico de estas. Es posible, pues, que la psicopatía sea un artefacto de la estandarización en  la psiquiatría a lo largo de líneas imaginarias y bien definidas entre culturas, en lugar de tratarse de una diferencia real en el cerebro.
Investigación adelantada por Jean Decety con muestras grandes de psicópatas encarcelados ofrece intuiciones adicionales. En un estudio, se escaneó el cerebro de a psicópatas mientras veían videoclips en la que personas eran heridas intencionalmente, y también al ver vídeos cortos de expresiones faciales de dolor. Los participantes del grupo de psicopatía alta mostraron significativamente menor activación en la corteza prefrontal ventromedial, la amígdala y en las regiones periacueductales grises del cerebro, pero mayor actividad en el cuerpo estriado y en la ínsula en comparación con los participantes del grupo de control. En un segundo estudio, personas con psicopatía mostraron una respuesta intensa en regiones cerebrales afectivas al dolor cuando se les pidió adoptar una perspectiva de 'imaginarse a sí mismo', pero que no lograron involucrar los circuitos neuronales que se activaron en los participantes control durante una perspectiva de 'imaginarse al otro', en particular la corteza prefrontal ventromedial y la amígdala, lo que podría contribuir a su falta de preocupación empática por otros.
Se ha investigado si quienes tienen altos niveles de psicopatía tienen niveles suficientes de empatía cognitiva pero carecen de la capacidad de poner en uso la empatía afectiva (es decir, si pueden comprender el dolor ajeno, pero no pueden sentirlo). Quienes obtienen puntuaciones altas en medidas de psicopatía tienen menos probabilidades de mostrar tal empatía afectiva. Se ha encontrado una fuerte correlación negativa entre los dos factores, lo que demostraría que la psicopatía y la falta de empatía afectiva se corresponden fuertemente. Por ejemplo, un estudio encontró que quienes tenían puntuaciones altas en la escala de psicopatía no carecen de capacidad para reconocer las emociones en las expresiones faciales. Por lo tanto, sugieren los investigadores, estos individuos pueden captar activamente el concepto de emoción pero ser incapaces de utilizar los componentes afectivos de la empatía para guiar su conducta, y que hay un subtipo de personas con psicopatía que muestran también déficits globales en términos de funcionamiento emocional y que tienen problemas de toma de perspectiva, preocupación empática por otros y una falta de culpa y vergüenza.
De hecho, una invenstigación de António Damásio y cols., demostró que personas con daño en la corteza prefrontal ventromedial carecen de la capacidad de usar la empatía a la hora de brindar respuestas morales, y que al ser confrontadas con dilemas morales se les ocurrieron fríamente respuestas del tipo «el fin justifica los medios», lo que llevó a los investigadores a concluir que el punto no era que llegaran a conclusiones inmorales, sino que al ser confrontadas con un problema difícil (en este caso, si se debía derribar un avión de pasajeros que haya sido secuestrado por terroristas antes de estrellarse contra una ciudad importante) estos pacientes parecieron tomar tales decisiones sin la angustia que aflige a personas con cerebros que funcionan normalmente. Según el neurocientífico clínico Adrian Raine, una de las implicaciones de este estudio es que puede ser necesario que la sociedad repiense cómo juzga a las personas inmorales: «Los psicópatas a menudo no sienten empatía ni remordimiento. Sin tal conciencia, personas que dependen exclusivamente en el razonamiento parecen tener más dificultades para abrirse camino a través de la maraña moral. ¿Significa eso que se les debe exigir diferentes estándares de responsabilidad?»
Personas psicópatas no muestran arrepentimiento ni remordimiento. Se creía que esto se debía a la incapacidad de generar esta emoción en respuesta a resultados negativos. No obstante, en 2016, se encontró que personas con trastorno antisocial de la personalidad (también conocido como trastorno disocial de la personalidad) experimentaban arrepentimiento, si bien no lo utilizaban para guiar sus elecciones de comportamiento. No es, pues, que les faltara arrepentimiento, sino que tenían problemas a la hora de pensar en toda una gama de acciones potenciales y estimar los valores en términos de sus resultados, mostraron problemas a la hora de usar el arrepintimiento de manera prospectiva.

## Perdón
La percepción de que haya remordimiento es esencial a la hora de disculparse, y cuanto mayor sea la percepción de remordimiento, más efectiva será la disculpa. Las disculpas eficaces reducen las consecuencias negativas y facilitan los cambios cognitivos y conductuales asociados con el perdón. Cuando la empatía funge como mediadora entre las disculpas y el perdón y el remordimiento como parte esencial de un acto de disculpa, cabe esperar que la empatía medie el perdón a causa del remordimiento percibido. El remordimiento puede indicar que se está sufriendo psicológicamente a raíz del comportamiento negativo, lo que genera empatía en la víctima, para quien luego es posible expresar su perdón. En un estudio con estudiantes universitarios que completaron cuestionarios sobre el perdón en las relaciones interpersonales se encontró que cuando una víctima percibe que una disculpa involucra arrepentimiento, cree que el comportamiento negativo no volverá a ocurrir y estará más dispuesta a perdonar al causante.

## Remordimiento versus autocondena
El remordimiento se encuentra estrechamente relacionado con la voluntad de tragarse el orgullo y arrepentirse de las malas acciones que se han cometido. Con todo, el remordimiento debe diferenciarse de la autocondena. Se cree que la autocondena, más que el remordimiento, se encuentra asociada con un pobre bienestar psicológico. En tanto que el remordimiento engloba sentimientos de culpa, arrepentimiento y tristeza, el perdón no elimina todos los sentimientos negativos, y puede implicar una reducción en sentimientos de amargura y ira, pero no así de sentimientos de decepción, arrepentimiento o pena. Un estudio encontró que personas que se perdonan a sí mismas por ofensas graves pueden seguir sintiendo remordimiento o arrepentimiento. A diferencia del remordimiento, la autocondena refleja una postura más global, negativa y severa hacia sí mismo. Mientras que el remordimiento puede producir una sensación de tristeza o pena, la autocondena puede producir el tipo de odio y deseo de castigo que caracteriza los rencores contra otras personas. Fisher sugiere que perdonarse a uno mismo no requiere necesariamente que uno se deshaga de sentimientos de arrepentimiento o remordimiento. Según este estudio, el perdón a uno mismo parece estar más estrechamente relacionado con la autocondena que con el remordimiento. Por lo tanto, al intentar convencer a las personas a perdonarse a sí mismas, es fundamental no borrar los sentimientos potencialmente adaptativos de remordimiento junto con la autocondena que es más destructiva. Así, las personas pueden crecer y experimentar conductas prosociales una vez que han aceptado la responsabilidad de sus propias transgresiones. Para que haya un verdadero perdón a sí mismo, sugiere Fisher, se debe primero aceptar la responsabilidad por las ofensas y no apresurarse a deshacerse de los sentimientos de culpa.

## Remordimiento de comprador
Pueden categorizarse las compras en dos tipos diferentes: materiales o experienciales. Un bien material es el que está hecho para permanecer en posesión del comprador, en tanto que un bien experiencial brinda al comprador una experiencia de vida. Los bienes materiales ofrecen al comprador placeres más duraderos en comparación con un los experienciales, y en consecuencia estos dos tipos de compras dan lugar a diferentes tipos de arrepentimiento. En el caso de las compras experienciales, estas pueden provocar arrepentimiento a causa de una oportunidad perdida, mientras que las compras materiales pueden provocar remordimiento de comprador, significando que una persona se mortifica por cómo su compra material se compara con otras compras que podría haber realizado en cambio y cómo se compara con las compras de otras personas. Tales comparaciones disminuyen la satisfacción respecto al propósito original. Investigaciones previas econtraron que los arrepentimientos por acción suelen ser intensos, pero sólo a corto plazo, en tanto que los arrepentimientos por inacción ganan intensidad con el tiempo y tienden a dominar la experiencia de las personas. Decisiones importantes de la vida, como casarse, el trabajo o la educación, son con frecuencia motivo de arrepentimiento. La experiencia cotidiana sugiere que son las decisiones cotidianas las causas más frecuentes de arrepentimiento. Especialistas en marketing saben de los efectos del remordimiento del comprador y lo usan a su favor a la hora de planificar estrategias de marketing. El remordimiento que se siente al escoger una compra material en lugar de una experiencial depende del dolor producido por los factores subyacentes a la compra. Según una investigación de Gilovich y Rosenzwig, es más probable que las compras materiales generen arrepentimiento, mientras que las compras experienciales suelen brindan al comprador más satisfacción incluso con el tiempo.